# 3317 Paris

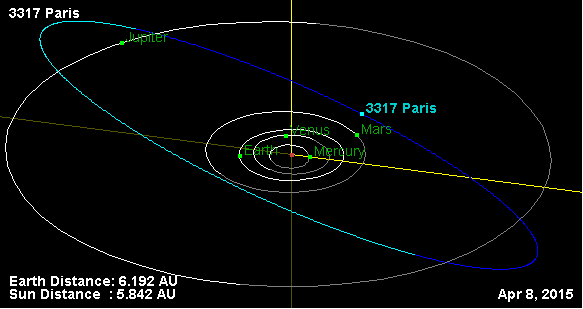
Orbita di 3317 Paris

3317 Paris è un asteroide troiano di Giove del campo troiano. Scoperto nel 1984, presenta un'orbita caratterizzata da un semiasse maggiore pari a 5,2226851 UA e da un'eccentricità di 0,1265704, inclinata di 27,86423° rispetto all'eclittica.
Dal 27 dicembre 1985 al 26 marzo 1986, quando 3367 Alex ricevette la denominazione ufficiale, è stato l'asteroide denominato con il più alto numero ordinale. Prima della sua denominazione, il primato era di 3288 Seleucus.
L'asteroide è dedicato a Paride, il principe di Troia autore del rapimento di Elena.